# 二塘镇 (武宣县)
二塘镇，是中华人民共和国广西壮族自治区来宾市武宣县下辖的一个乡镇级行政单位。

## 行政区划
二塘镇下辖以下地区：
二塘村、甘岭村、渠盏村、四通村、乐业村、光山村、双桂村、眉山村、朗村、樟村、小林村、七星村、平田村、石耈村、陇村、波耀村、羊眷村、上召村、水村、大琳村、麻碑村、六当村和六峰山林场生活区。